# Bruno Müller (Künstler, 1929)
Bruno Müller (* 28. Juli 1929 in Basel; † 25. Januar 1989 in Paris) war ein Schweizer Maler. Sein Werk umfasst Malerei, Radierungen, Zeichnungen, Pastelle, Druckgrafiken, Lithografien, Kupferstiche, Wandbilder und Reliefs.

## Leben und Werk
Bruno Müller war ein Sohn des Architekten Wilhelm Emil und wuchs in Basel auf. 1950 heiratete er Thérèse Marie Pauline, geborene Wargnez, und übersiedelte nach Paris, wo er an der Akademie von André Lhote Malkurse belegte. Zudem zeichnete er am Pathologischen Institut, lernte die französische Kirchenkunst kennen und begeisterte sich vor allem für die Romanik. Seine Malerei gründet auf der profunden Kenntnis der italienischen und französischen Architektur und Malerei. Dem Schaffen von Edgar Degas schenkte er seine besondere Aufmerksamkeit. Ab 1951 verbrachte er die Sommermonate in Balazuc.
Ab den späten 1950er-Jahren waren seine bevorzugten Werkthemen die menschliche Anatomie und die Sexualität. Neben dem aus der menschlichen Anatomie abgeleiteten Formenrepertoire ist die Vorliebe für die Farbe Rot das auffälligste Merkmal seines gesamten Schaffens. Mitte der 1970er-Jahre mehrten sich die Anzeichen einer schweren Erkrankung, die 1979 nach einer akuten Verschlechterung seiner Gesundheit als Diabetes diagnostiziert wurde. In dieser kritischen Arbeitssituation verlegte sich Müller auf die Verdichtung seiner Motive im kleinen Format und schuf in der Folge eine Reihe von Pastellen und einen grossen Zyklus farbiger Monotypien. In den 1980er-Jahren entstanden Reliefs, darunter 1985 eine grossformatige Arbeit, die an der 5. Biennale der Schweizer Kunst in Olten ausgestellt wurde.
Müller erhielt 1961, 1962 und 1963 ein Eidgenössisches Kunststipendium sowie 1962 und 1964 ein Stipendium der Kiefer Hablitzel-Stiftung. Seine Werke wurden in zahlreichen Kunsthäusern der Schweiz ausgestellt.